# Station Massy TGV
Het Station Massy TGV (Frans: Gare de Massy TGV) is een spoorwegstation in de Franse gemeente Massy op het traject van de Paris-Montparnasse - Monts. Het TGV-station is in 1991 in gebruik genomen.
Het station ligt zo'n 15 km ten zuidwesten van Parijs en biedt overstapmogelijkheden door het nabijgelegen station Massy-Palaiseau dat bediend wordt door RER B en RER C. Het station bedient ook het zuiden van de hele Parijse regio voor de TGV-verbindingen die de Parijse kopstations niet inrijden en via de LGV d'interconnexion nord-sud onder meer het traject Lille - Bordeaux of Straatsburg - Tours bieden, daarmee een overstapfunctie leverend soortgelijk aan Marne-la-Vallée - Chessy in het oosten en Aéroport Charles-de-Gaulle 2 TGV in het noorden van de Parijse banlieu.
De aanleg kostte € 24,4 miljoen. Het station werd in dienst genomen op 29 september 1991. In 2014 gebruikten over het jaar heen meer dan 1,6 miljoen reizigers het station.

## Treindienst
| Serie    | Treinsoort | Route | Bijzonderheden                                                                                |
| -------- | ---------- | --- | --------------------------------------------------------------------------------------------- |
| TGV 5200 | TGV (SNCF) | [ [ Nantes – ] / [ Rennes – ] Le Mans – ] / [ Bordeaux-Saint-Jean – Saint-Pierre-des-Corps – ] Massy TGV – Aéroport Charles-de-Gaulle 2 TGV – [ Lille-Europe ] / [ Lille-Flandres ]                                 |                                                                                               |
| TGV 5400 | TGV (SNCF) | Bordeaux-Saint-Jean – Angoulême – Poitiers – Saint-Pierre-des-Corps – Massy TGV – Marne-la-Vallée - Chessy – Aéroport Charles-de-Gaulle 2 TGV – Champagne-Ardenne TGV – Meuse TGV – Lorraine TGV – Strasbourg-Ville | Rijdt driemaal per dag. Twee treinen via Meuse TGV, een via Aéroport Charles-de-Gaulle 2 TGV. |
| TGV 5450 | TGV (SNCF) | [ Rennes – ] / [ Nantes – Angers-Saint-Laud – ] Le Mans – Massy TGV – Marne-la-Vallée - Chessy – Aéroport Charles-de-Gaulle 2 TGV – Champagne-Ardenne TGV – Lorraine TGV – Strasbourg-Ville                         | Twee treinen per dag.                                                                         |